# Maestrale-Klasse (1981)
Die Maestrale-Klasse ist eine Fregattenklasse der italienischen Marine. Die Klasse besteht aus acht Ende der 1970er und Anfang der 1980er Jahre von Fincantieri in Genua und La Spezia in zwei Serien gebauten und nach Winden benannten Schiffen.

## Geschichte
Die Fregatten der Maestrale-Klasse bildeten von den 1980er bis in die 2010er Jahre das Rückgrat der italienischen Flotte. Ab 2007 wurden bei den Schiffen noch Maßnahmen zur Nutzungsdauerverlängerung und Kampfwertsteigerung durchgeführt. Sie werden derzeit schrittweise durch französisch-italienische FREMM-Fregatten ersetzt. 
Bei der Maestrale-Klasse handelt es sich um eine Weiterentwicklung der gut gelungenen und sehr schnellen Lupo-Klasse. Auf Grund der für notwendig erachteten Vergrößerung mussten kleine Kompromisse bei der Höchstgeschwindigkeit gemacht werden. Deswegen und auch wegen der höheren Beschaffungs- und Betriebskosten konnte die Maestrale-Klasse nicht an die kommerziellen Erfolge ihrer Vorläuferklasse anschließen. Die Schiffe erwiesen sich bei der italienischen Marine als zuverlässige „Arbeitspferde“, die operativ weit über das vorgesehene Maß beansprucht wurden. Die Schiffe der Maestrale-Klasse waren ursprünglich vor allem für die Bekämpfung von U-Booten vorgesehen, verfügten aber von Anfang an auch über Seezielflugkörper, Flugabwehrraketen und Bordhubschrauber. Diese Einsatzflexibilität zahlte sich nach dem Ende des Kalten Krieges aus.

## Einheiten
| Kennung | Name      | Kiellegung       | Stapellauf         | Indienststellung   | Außerdienststellung |
| ------- | --------- | ---------------- | ------------------ | ------------------ | ------------------- |
| F570    | Maestrale | 8. März 1978     | 2. Februar 1981    | 7. März 1982       | 15. Dezember 2015   |
| F571    | Grecale   | 21. März 1979    | 12. September 1981 | 5. Februar 1983    | 1. April 2025       |
| F572    | Libeccio  | 1. August 1979   | 7. September 1981  | 5. Februar 1983    | 29. Februar 2024    |
| F573    | Scirocco  | 26. Februar 1980 | 17. April 1982     | 20. September 1983 | 20. Februar 2020    |
| F574    | Aliseo    | 26. Februar 1980 | 29. Oktober 1982   | 20. September 1983 | 8. September 2017   |
| F575    | Euro      | 15. April 1981   | 2. März 1983       | 7. April 1984      | 25. Juli 2018       |
| F576    | Espero    | 1. August 1982   | 19. November 1983  | 4. Mai 1985        | 30. Juni 2021       |
| F577    | Zeffiro   | 15. März 1983    | 19. Mai 1984       | 4. Mai 1985        | 5. Oktober 2023     |

Alle Fregatten wurden auf der Fincantieri-Werft in Riva Trigoso gebaut, mit Ausnahme der Fregatte Grecale, die in Muggiano bei La Spezia gebaut wurde.
Die Fregatten des ersten Bauloses unterstehen (oder unterstanden zuletzt) einem Flottenverband in La Spezia (1ª Divisione navale), Aliseo, Euro, Espero und Zeffiro sind (oder waren) in Tarent stationiert und unterstehen der 2ª Divisione navale.

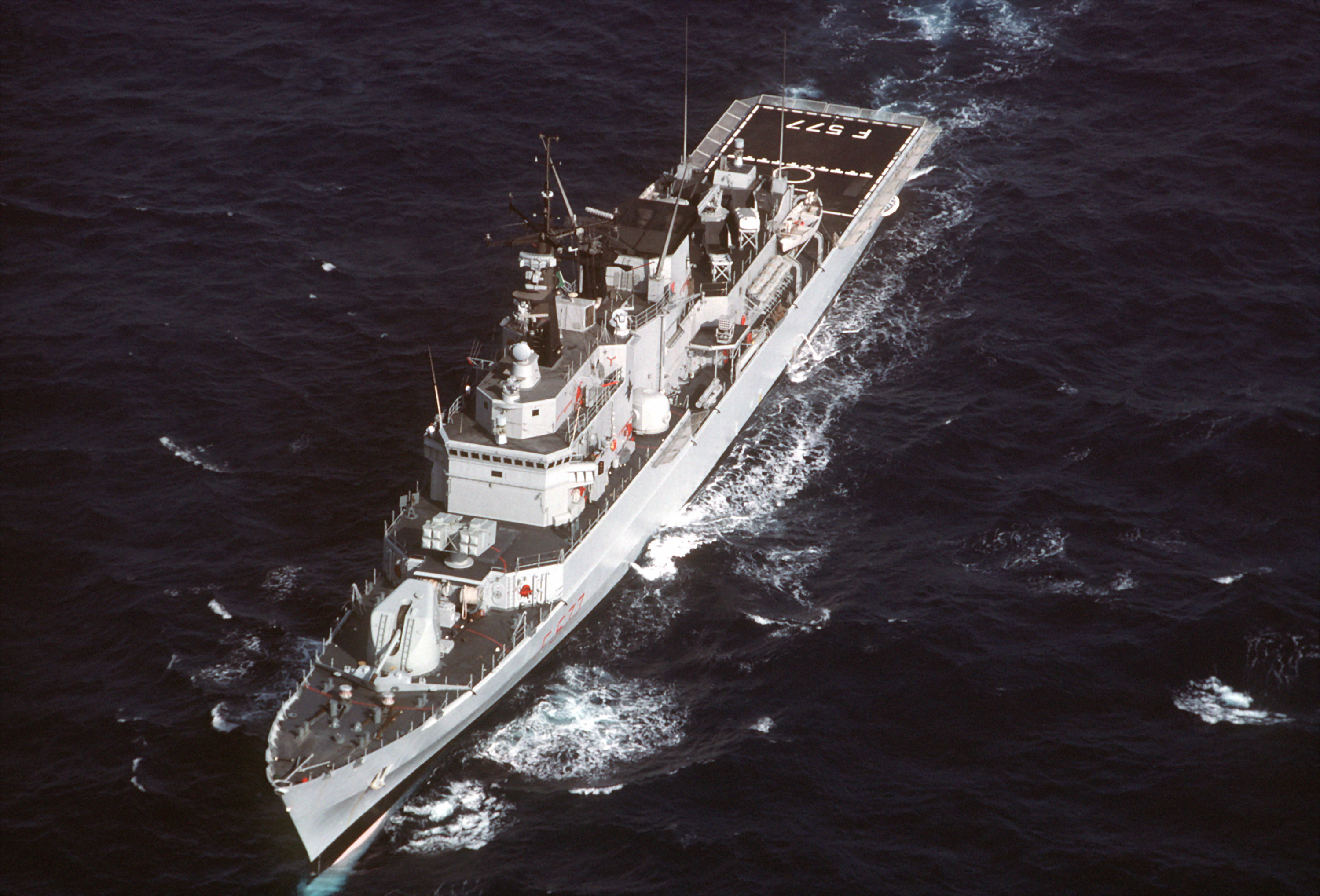
Zeffiro (F 577)
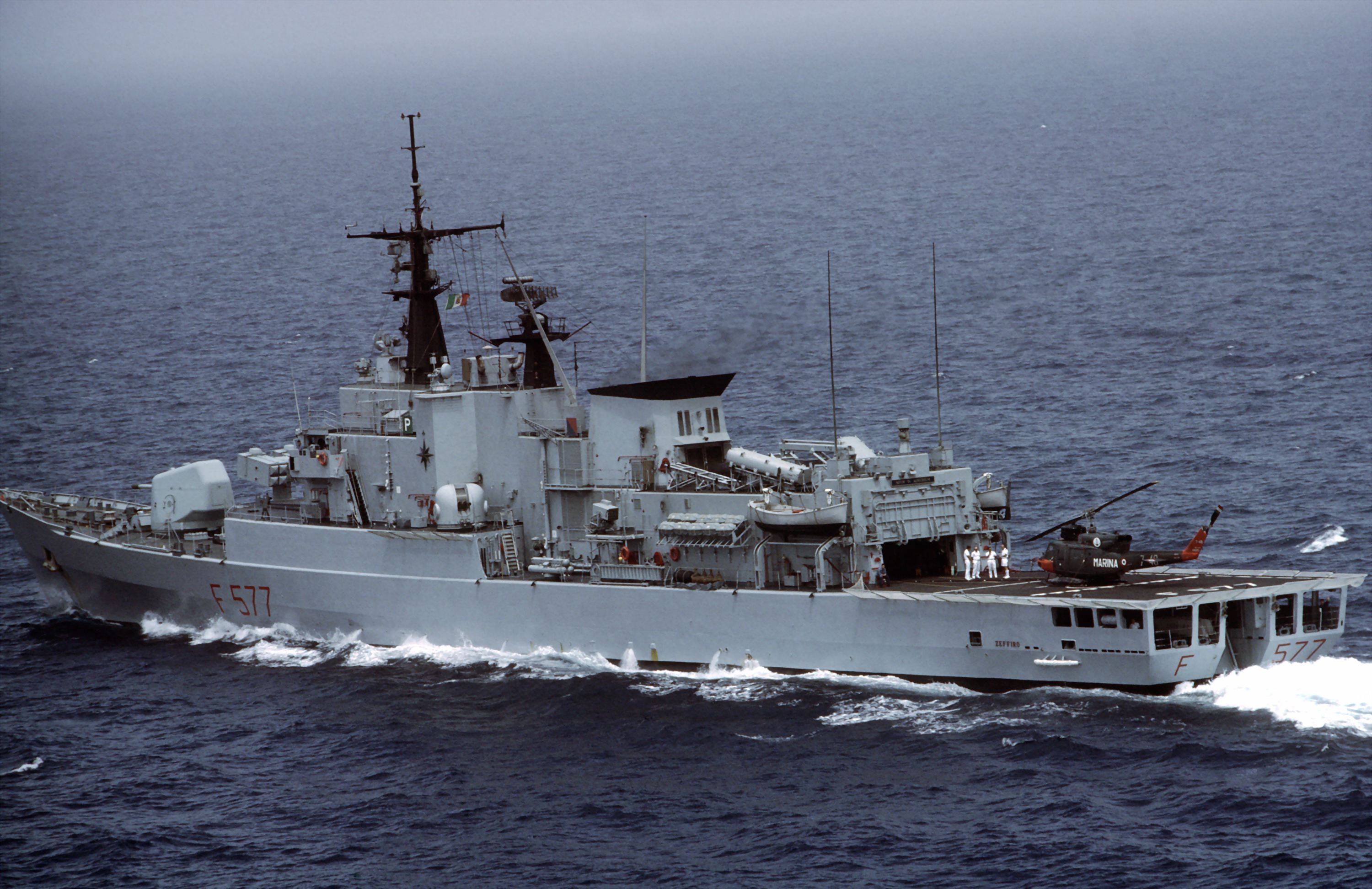
Zeffiro (F 577)
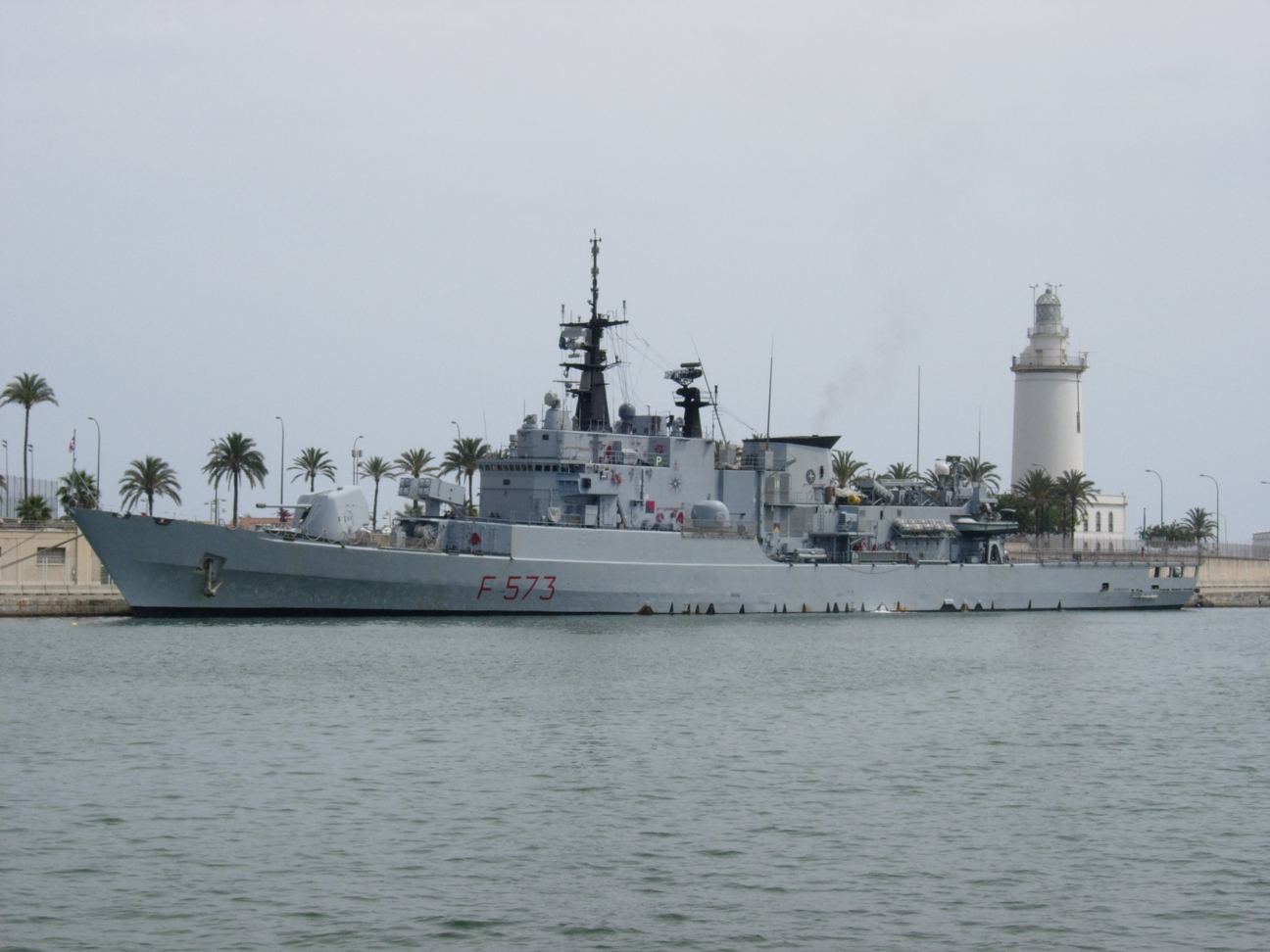
Scirocco (F 573)

## Fußnoten

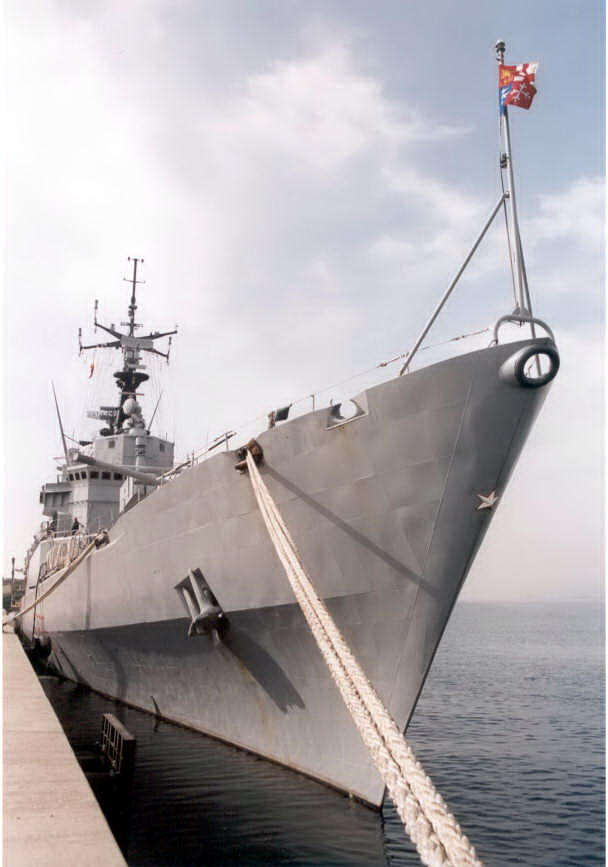
Euro (F 575)